# Rage E.P.
Rage E.P. – minialbum niemieckiego zespołu Atari Teenage Riot, wydany w 2000 roku przez Digital Hardcore Recordings. Zawiera dwie wersje singla "Rage" i utwór "Too Dead for Me". Utwór "Rage" nie pojawił się na żadnym albumie studyjnym, a jedynie na wydanej w 2006 roku kompilacji 1992-2000.

## Lista utworów
EP
1. "Rage" (feat. Tom Morello) - 3:56
2. "Rage" (feat. MC D-Stroy & Tom Morello) - 6:57
3. "Too Dead for Me" - 3:55
4. "Too Dead for Me" (wideo) - 3:46

Wydanie winylowe
1. "Rage" (feat. Tom Morello) - 3:56
2. "Too Dead for Me" - 3:55
3. "Rage" (feat. MC D-Stroy & Tom Morello) - 6:57

Maxi CD
1. "Rage" (Radio Edit) (feat. MC D-Stroy & Tom Morello) - 4:07
2. "Rage" (feat. MC D-Stroy & Tom Morello) - 6:57
3. "Rage" (Accapella) (feat. MC D-Stroy) - 3:38
4. "Rage" (Instrumental) (feat. Tom Morello) - 6:54
5. "Rage" (Tek-H Mix) (feat. MC D-Stroy & Tom Morello) - 4:25
6. "Rage" (Vocals & Drums Mix) (feat. MC D-Stroy) - 4:32